# Кругле (Травнинська сільська рада)
Кру́гле (рос. Круглое) — присілок у складі Мокроусовського округу Курганської області, Росія.
Населення — 79 осіб (2010, 140 у 2002).
Національний склад станом на 2002 рік:
- росіяни — 59 %
- казахи — 39 %